# 白石みずほ
白石 みずほ（しらいし みずほ、1991年9月11日 - ）は、日本のタレント、元グラビアアイドル、元レースクイーン 。女性アイドルユニット『アイオケ』の元メンバーである。
群馬県高崎市出身。K-pointに所属 していたが、2018年9月に退所後、現在の所属はフリー。愛称は「みにゃん」。

## 略歴
東京・渋谷でスカウトされ、芸能界入りしデビュー。その時はダンスをしたくて上京して来たということで、グラビアには興味が無かったという。
2018年9月12日Twitterにて7年間所属していたK-pointを退所したことを報告した。
2020年7月20日、女性アイドルユニット「アイオケ」のメンバーに加入した。パフォーマーとして振付を担当する。2022年にグループを卒業。
2022年12月23日にラストDVD『最後の恋』を発売、翌2023年1月22日に同作のイベントを行う。同作を以ってグラビアDVDを卒業、その後のグラビアアイドルとしての活動自体については「DVDは卒業という風に発表させていただいていて、グラビア自体の活動は考え中なんですけど、1回お休みしようかなとは思っています」とし一時休止する意向を明かし、芸能活動自体は継続することとした。その後2024年1月に行われた写真展『MIZUHO』を最後にグラビア活動を完全に卒業した。

## 人物
- 趣味はバスケットボール、まつげ、水泳、プリクラ、アニメ
- 特技はワイン(日本ソムリエ協会ワインエキスパート)、ダンス、絵を描くこと、マッサージ、かるた、バドミントン
- 好きな物は舞台鑑賞（CATS）、まつげ、オムライス、歴史、アイドル鑑賞など
- 嫌いな物は虫、暗いとこ、数学、人混みなど
- ダンスウェアアパレルブランド「charMe.(シャルム)」のプロデュースを行っている[12]。

## 活動

### テレビ
- 「解禁!暴露ナイト」 （テレビ東京）- レギュラー
- 「撮らないで下さい!!グラビアアイドル裏物語」第11話（2012年3月23日、テレビ東京）
- 「ゲーマーズTV 夜遊び三姉妹 今夜も上上下下左右左右BA」（2012年、日本テレビ）[13]
- 「情報満喫バラエティ 週末にしたい10のこと!」（2012年8月17日、日本テレビ）[13]
- 「芸能人格付けチェック」（2014年1月1日・2015年1月1日・2016年1月1日、ABCテレビ/テレビ朝日系列） - アシスタント[14][15][16]
- 「ネリさまぁ〜ず」（2014年7月20日、日本テレビ）
- 全力坂「No.1734 胸突坂」（2015年6月24日、テレビ朝日）[13]
  - 　全力坂「No.1741 鐙坂」（2015年7月7日、テレビ朝日）[13]
- プレバト!!（2015年-2016年、MBS） - アシスタント（岡田岬なみと共演）[17][18]
- 「透明彼女 season1」#12（2017年、V☆パラダイス）

### 舞台
- 「全部ウソ。〜だって、ダマされる方がワルいんでしょ〜」(2012年1月26日 - 29日、Geki地下Liberty)
- 「PUPPY」(2012年9月13日 - 17日、ポケットスクエア劇場MOMO)
- 舞台「カードファイト!!ヴァンガード」〜バーチャル・ステージ〜 （2016年1月5日 - 11日、AiiA 2.5 Theater Tokyo）
  - 舞台「カードファイト!! ヴァンガード」～バーチャル・ステージ～ リンクジョーカー編（2017年4月1日 - 9日、AiiA 2.5 Theater Tokyo）
- DMM.yell presents 舞台「熱いぞ！猫ヶ谷!!」（2016年3月16日 - 20日、品川プリンスホテル クラブeX）
- 舞台『月喰マスカレイド prism waltz』（2016年12月15日 - 18日、王子ベースメントモンスター）- チーム望〇
- 演劇ユニット【爆走おとな小学生】第二回特別授業『すてきな三にんぐみ』（2017年6月1日 - 4日、キンケロ・シアター）
- 第4回 東出有貴プロデュース作品 FINAL JUDGEMENT（2018年4月18日 - 22日、座・高円寺2）
  - FINAL JUDGEMENT SPECIAL LIVE（2018年4月23日、吉祥寺CLUB SEATA）
- おぶちゃDance Stage『ナナナナ-七夕の夜に-』（2024年7月3日 - 7日、六行会ホール）[19]

### ネット
- 「古坂大魔王のカツアゲ!」- ゲスト
- 「ニコニコ動画「ニコニコ神社」」- 巫女 役
- 東海オンエア「【対照実験】美女が隣にいたら「わんこそば」の記録は飛躍的に伸びるはずです」- としみつバディ

### 雑誌
- 「週刊ヤングジャンプ」（2011年12月、集英社）
- 「DVDヨロシク!」（2012年1月、三和出版）- 表紙
- 「増刊大衆」（2012年4月、双葉社）
- 「モトチャンプ」 （2012年4月、三栄書房）
- 「chu specialDVD」（2012年5月、ワニマガジン社 ）
- 「週刊ヤングジャンプ」 （2012年9月、集英社）

### イベント
- 東京オートサロン2018「ファルケン」（2018年1月12日 - 14日、幕張メッセ）[注 1]

### PV
- きゃりーぱみゅぱみゅ「もったいないとらんど」[20]

### その他
- GLAY - LIVEダンサー出演 （2011年7月）[21]
- ミス美女応援2011の美女応援シアター賞 （2011年）
- SUPER GT （2012年）- チームアートテイストレディ
- スーパー耐久 （2013年）- Field Gals

## 作品

### DVD
- Tokyo Girls Resort （みりあ名義）(2011年7月22日、トリコ)
- white – Love & Dream -(2012年3月30日、オルスタックソフト販売)
- 夏の思い出〜純愛〜 (2012年9月28日、グラッソ)
- ぷるんるんみずほ (2013年1月25日、グラッソ)
- MucHi〜みずほの恋〜 (2013年12月20日、イーネット・フロンティア)
- みずほの時間　(2014年9月18日、ギルド)
- my self -ヤミノチハレ- (2016年12月23日、N-WEED)
- 恋はみずいろ (2019年11月22日、イーネット・フロンティア)
- グラビアアイドルの家、おじゃましてイイですか？(2020年12月23日、竹書房)[22]
- 最後の恋(2022年12月23日、イーネット・フロンティア)